# جاسوزنی ماری سبز
جاسوزنی ماری سبز (نام علمی: Leucospermum hypophyllocarpodendron) نام یک گونه از سرده گل جاسوزنی است.